# HD 132525
HD 132525，又名BD+05 2954，SAO 120774、HR 5584，是一颗恒星，视星等为5.93，位于銀經2.14，銀緯52.07，其B1900.0坐标为赤經14h 54m 23.5s，赤緯+4° 52.07′ 1″。